# Ignaz Czapka

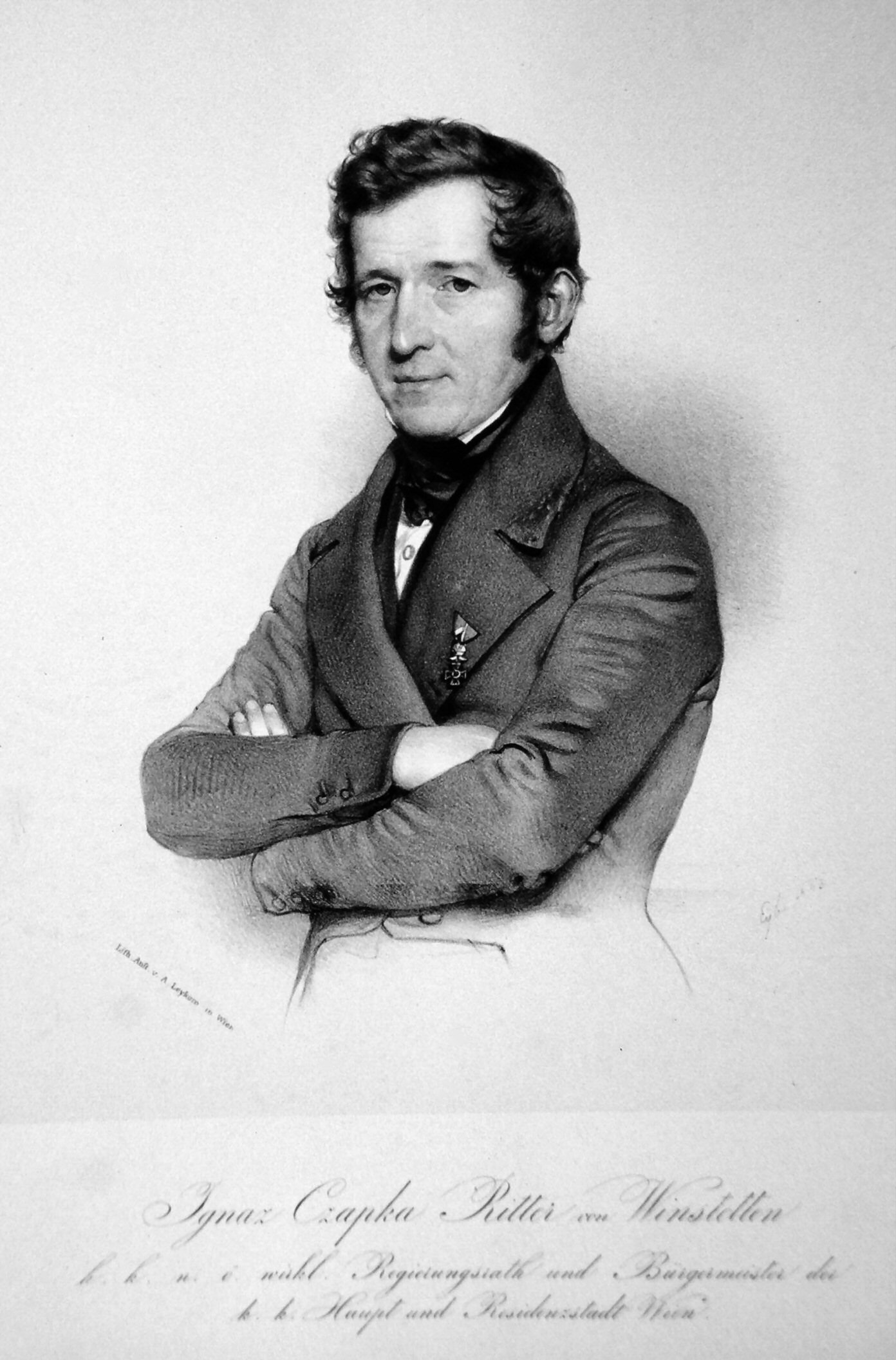
Ignaz Czapka, Lithographie von Franz Eybl, 1843

Ignaz Czapka (seit 1843 Ritter von Winstetten, seit 1860 Freiherr Czapka von Winstetten; * 24. Februar 1791 in Liebau, Mähren; † 5. Juni 1881 in Wien) war österreichischer Jurist, im Vormärz Bürgermeister von Wien und in der Zeit des Neoabsolutismus Wiener Polizeidirektor.

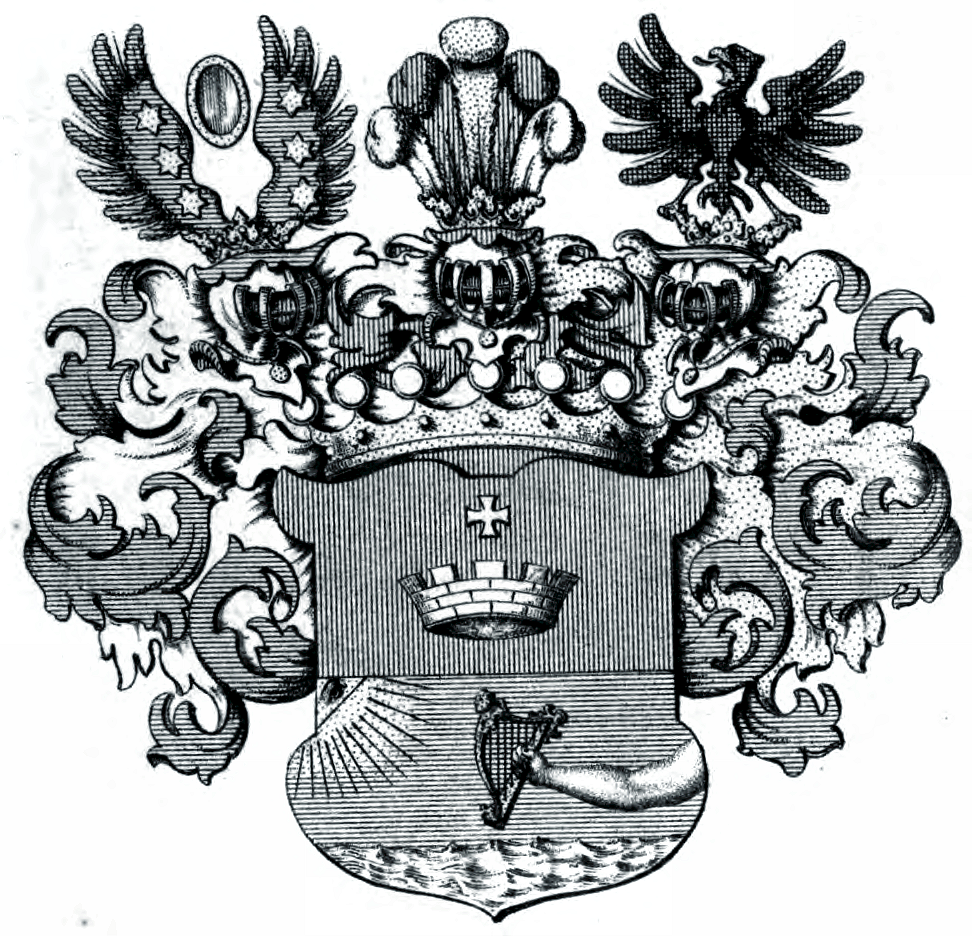
Wappen der Freiherren Czapka von Winstetten 1860

## Leben
Ignaz Czapka studierte nach seinen Schuljahren in Olmütz an der Universität Wien Jus und trat 1815 als geprüfter Zivil- und Kriminalrichter (Czeike) beim Magistrat der Stadt Wien ein.

### Bürgermeister
1835 Vizebürgermeister geworden, wurde er 1838 von Kaiser Ferdinand I. auf Vorschlag Staatskanzler Metternichs zum Bürgermeister ernannt. Er brillierte durch sein Fachwissen, das er sich als Beamter erworben hatte (Czeike).
Czapka ergriff Initiativen im Versorgungswesen (1839 Gründung des Marktamtes, 1846 Baubeginn für städtische Schlachthäuser in Sankt Marx und in Gumpendorf), bewirkte 1842 die Übernahme der Fürsorge in die Stadtverwaltung und ließ die Infrastruktur (Kanalisation, Gasbeleuchtung, Wasserleitung usw.) ausbauen. Er musste sich aber auch mit durch die Industrialisierung entstehenden sozialen Spannungen befassen, die die Regierung durch Polizeigewalt und Zensur auszublenden versuchte.
1842 erwarb Czapka für die Stadt Wien die Grundherrschaften Jägerzeile und Hundsturm, die 1850 mit anderen Vorstädten eingemeindet wurden. Im gleichen Jahr wurde er vom Kaiser mit dem Ritterkreuz des Leopold-Ordens ausgezeichnet und 1843 mit dem Prädikat von Winstetten in den Adelsstand erhoben.

### Flucht und Rückkehr
Als das „Metternichsche System“ am 13. März 1848 zu Beginn der Märzrevolution mit dem Rücktritt und der Flucht Metternichs endete, verließ Czapka, da er sich nach Czeike nicht entschließen konnte, den Forderungen der Bevölkerung entgegenzukommen, am 16. März 1848 Wien ebenfalls fluchtartig und wurde auf seinen Antrag pensioniert. Im revolutionären Wien verkörperte er in der Vorstellung vieler Wiener das nur auf den eigenen Vorteil bedachte Beamtentum.
In der polemischen Flugschrift mit dem Titel Das magistratisch-politische Raubnest oder die Wiener magistratische Beamten-Bureaukratie, die 2011 von der Österreichischen Nationalbibliothek angekauft wurde, wurde Czapka deshalb vom Wiener Greißler Anton Ullmeyer als einer von mehreren Erzhalunken bezeichnet. Ihm wurden Unterdrückung und Ausbeutung von Gewerbetreibenden sowie Amtsmissbrauch vorgeworfen. Zur Illustration zeigte die Flugschrift Czapka als Räuberhauptmann am Galgen.
Nachdem das Haus Habsburg am Ende des Revolutionsjahrs 1848 den Monarchen ausgetauscht hatte, konnte Czapka im Neoabsolutismus Franz Josephs I. an seine vorrevolutionäre Karriere anschließen. Er kam im Mai 1849 nach Wien zurück und war 1850 / 1851 als Gemeinderat tätig.

### Polizeidirektor
1856 wurde er vom Kaiser auf Vorschlag des Militärgouverneurs von Wien und obersten Polizeichefs der Monarchie, Johann Kempen von Fichtenstamm, zum Polizeidirektor von Wien ernannt. (Die Polizei war damals militärisch organisiert.) Als Kempen 1859 in den Ruhestand trat, ging noch im gleichen Jahr auch Czapka in Pension.
Der Kaiser verlieh ihm am 28. Februar 1860 den Orden der Eisernen Krone II. Klasse; Czapka übte sein damit verbundenes Recht aus, die Erhebung in den Freiherrenstand zu beantragen. 1861–1863 war Czapka nochmals gewählter Gemeinderat.

## Gedenken
In Wien wurde drei Monate nach Czapkas Tod 1881 die Czapkagasse im 3. Bezirk benannt. 110 Jahre später wurde 1991 ein an der Adresse Czapkagasse 17 zwischen den Häusern angelegter Park Czapkapark benannt.
Er ruht auf dem Hietzinger Friedhof in einem ehrenhalber gewidmeten Grab (Gruppe 13, Nummer 7).
Das Geburtsjahr Czapkas wird meist mit 1792 angegeben.